# Oddział Zygmunta Sierakowskiego

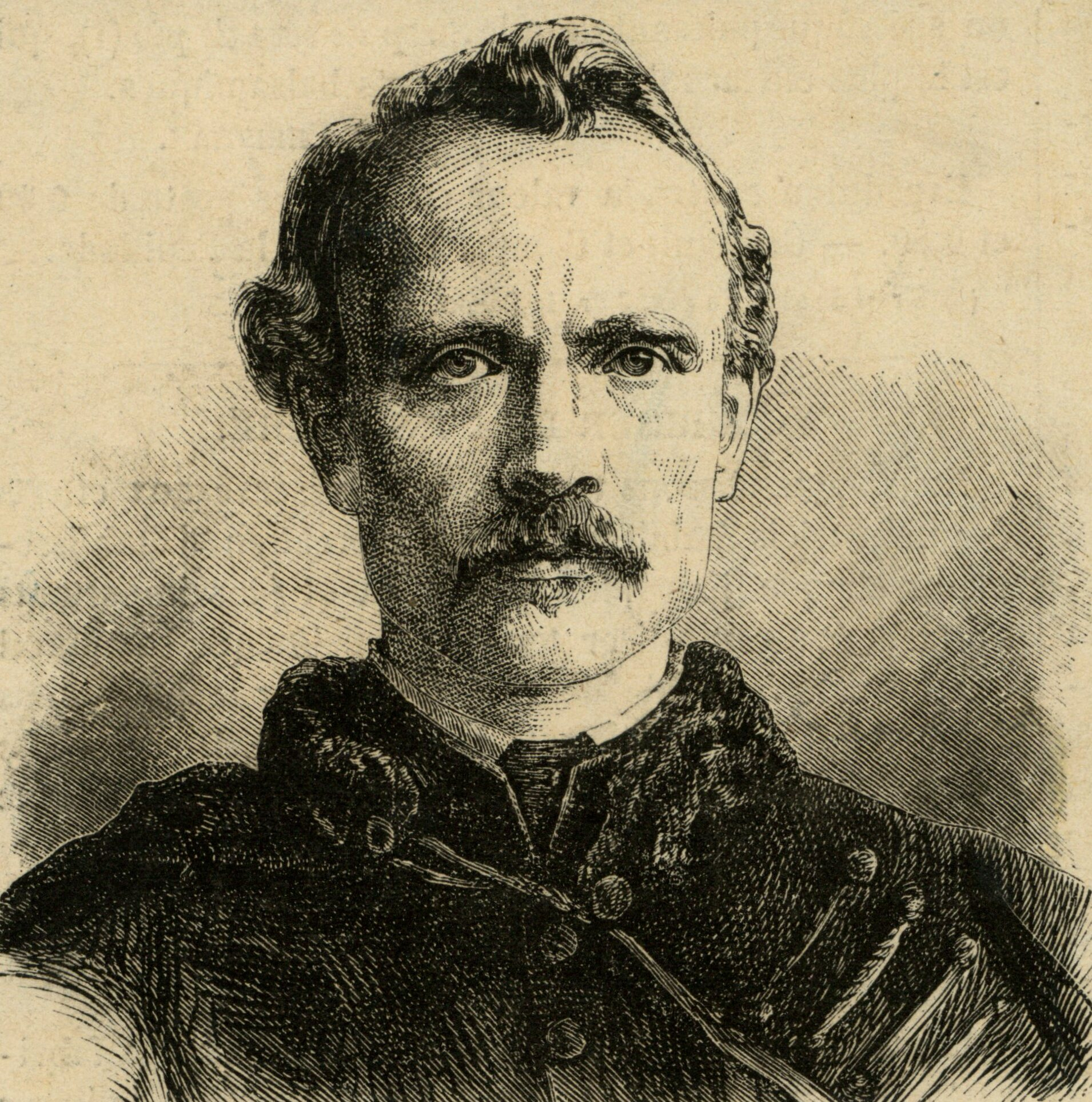
Zygmunt Sierakowski

Oddział Zygmunta Sierakowskiego – partia powstańcza okresu powstania styczniowego, operująca na Żmudzi.
Dowódcą oddziału był Zygmunt Sierakowski.
W 1863, po wybuchu powstania, Sierakowski wziął dymisję z wojska rosyjskiego i z ramienia Rządu Narodowego został naczelnikiem wojennym województwa kowieńskiego. Dowodził 2500-osobowym oddziałem, operującym na Żmudzi.
21 kwietnia oddział pokonał Rosjan w pod Ginietyniami. 3 maja wymaszerował w kierunku Kurlandii, gdzie zamierzał przejąć transport broni dostarczony z Wielkiej Brytanii.
W dniach 7–9 maja stoczył trzydniową bitwę pod Birżami, zakończoną rozbiciem oddziału przez fiński pułk lejbgwardii gen. Jana Ganeckiego.
Sierakowski dostał się do rosyjskiej niewoli i wbrew zabiegom międzynarodowej opinii publicznej, 27 czerwca 1863 został powieszony w Wilnie.